# Абажур (журнал)
«Абажур» — журнал интеллектуального досуга для всей семьи. В нём публиковались кроссворды разных видов, головоломки логические, на бумаге, с буквами и словами, занимательные задачи и задания с международных соревнований по пазлспорту, ребусы, викторины для знатоков, тесты IQ и другая интеллектуальная продукция повышенной сложности. Имелся детский уголок с задачами и головоломками для детей. За решение призовых заданий победителям высылались призы. Одно время выходило приложение для детей — журнал «Абажурчик».
С «Абажуром» сотрудничали известные составители головоломок: Ольга Леонтьева (редактор журнала, участник международных соревнований по пазлспорту и организатор российских соревнований, президент клуба ценителей головоломок «Диоген»), авторы книг по головоломкам Сергей Грабарчук-старший, Леонид Мочалов, Сергей Федин, а также Вячеслав Забуслаев, Алексей Данилов, Леонид Бирюк и другие авторы.
Ввиду повышенной сложности заданий, рассчитанных на интеллектуалов, журнал так и не смог набрать высокий тираж и балансировал на грани самоокупаемости. Оптовики предлагали быть проще, публиковать больше сканвордов, карикатур и анекдотов, но создатели журнала не хотели идти этим путём. В результате тираж журнала снизился до 6000 и в 2000 г. он прекратил своё существование.
В сдвоенном номере 7−8 за 2000 г. редакция обратилась к своим читателям со словами:

Нам хотелось сохранить главную идею «Абажура»: это должен быть журнал для интеллектуалов, для тех, кто готов часами сидеть над задачей, испытывая огромное удовольствие и от самого процесса решения и от счастливого мига получения ответа. Нам хотелось, чтобы в журнале было побольше головоломок — ведь их так мало в других изданиях, нам хотелось, чтобы читатели испытывали удовольствие от трудных игр со словами, нам хотелось...

Впрочем, что это у нас везде — прошедшее время? Да «Абажур», как ежемесячный журнал для массового потребителя, уходит в прошлое. Но есть ведь пара тысяч читателей, для которых «Абажур» стал почти родным, об этом говорят ваши письма! С вами мы не можем расстаться. Поэтому мы будем вместо ежемесячного журнала выпускать время от времени различные близкие по тематике книги. Название книжной серии: «Под абажуром».